# Rolls-Royce Vulture
Il Rolls-Royce Vulture, derivato dal Rolls-Royce Peregrine, era un motore aeronautico a 24 cilindri dalla inusuale configurazione ad X. Insieme al Peregrine può essere considerato come uno dei motori meno riusciti prodotti dall'azienda britannica.
Entrambi i motori facevano parte di un programma volto allo sviluppo di motori capaci di potenze superiori a quelle che allora forniva il PV-12, prototipo del Merlin, capace di circa 1 100 hp (820 kW). Il Peregrine, versione con compressore meccanico del Kestrel, era un progetto piuttosto convenzionale: era un motore a V con cilindrata di 21,2 litri e raffreddamento a liquido e venne utilizzato unicamente per equipaggiare il caccia bimotore Westland Whirlwind.
Il Vulture nasceva dall'unione, per mezzo di un basamento, di due Peregrine, uno dei quali montato capovolto, da cui la particolare configurazione ad X del motore. I due motori erano connessi ad un singolo albero che azionava l'elica. La cilindrata del Vulture era di 44 litri.
Entrambi i motori vennero impiegati senza che ci fosse stata a monte una lunga serie di test. La loro affidabilità si rivelò scarsa e non riuscirono ad erogare la potenza prevista nel progetto. In particolare nel Vulture erano i cuscinetti dell'albero motore che generavano problemi, in quanto le loro avarie ne interrompevano la lubrificazione. La Rolls-Royce Ltd era fiduciosa di arrivare a risolvere il problema ma in quel momento lo sviluppo del Merlin, motore di cilindrata più piccola, aveva già consentito di raggiungere i livelli di potenza per i quali era stato progettato il Vulture; quindi si decise di interromperne lo sviluppo e la produzione del più complesso Vulture.
Questa decisione portò anche alla cancellazione del progetto relativo al caccia Hawker Tornado che lo avrebbe dovuto utilizzare e della versione del bombardiere bimotore Vickers Warwick basata sui Vulture.
L'unico velivolo che utilizzò, con scarso successo, il Vulture nelle operazioni fu il bombardiere bimotore Avro Manchester. Durante il suo impiego operativo le problematiche legate all'affidabilità del motore divennero drammaticamente evidenti tanto che il velivolo venne riprogettato per adottare, al posto dei Vulture, quattro Merlin. Questo nuovo velivolo, inizialmente designato Avro Manchester Mk. III, sarebbe divenuto noto come Avro Lancaster, rivelandosi in seguito uno dei migliori bombardieri del conflitto.

## Velivoli utilizzatori
Regno Unito
- Avro Manchester
- Blackburn B-20
- Hawker Henley (usato solo come banco di prova volante)
- Hawker Tornado
- Vickers Warwick